# Карзов, Георгий Павлович
Георгий Павлович Карзов — (27 ноября 1938 года, Выкса, Горьковская область, СССР — 31 октября 2017 года, Санкт-Петербург, Россия) — российский учёный в области материаловедения и конструкционной прочности материалов для атомной энергетики, лауреат Государственных премий СССР и РФ.

## Биография
Окончил Ленинградский политехнический институт им. М. И. Калинина по специальности «Технология и машины сварочного производства» (1961).
С 1961 г. работал в ЦНИИ конструкционных материалов «Прометей» в должностях от инженера до заместителя генерального директора по научной работе по материалам и вопросам безопасности энергетических установок.
Участник создания и освоения выпуска новой высоко радиационно-стойкой стали марки 15Х2МФА-А модели А для изготовления корпусов реакторов для стационарных АЭС с реакторами типа ВВЭР, атомных ледоколов и плавучих энергоблоков.
Доктор технических наук, профессор.
31 октября 2017 года скончался в больнице от травм, полученных им в ДТП, которое произошло 27 октября во Всеволожском районе Ленобласти на 26-м километре автодороги «Сортавала».
Государственная премия СССР 1985 г.
Государственная премия РФ 2012 г. — за создание нового класса высокорадиационностойких материалов для корпусов атомных реакторов и методов продления сроков их эксплуатации.
Заслуженный деятель науки РФ. Награжден орденом Дружбы (2000), юбилейной медалью «300 лет Российскому флоту» (1996), медалью «В память 300-летия Санкт-Петербурга» (2003).